# Гай Берджесс
Гай Френсіс де Монсі Бердже́сс (англ. Guy Francis de Moncy Burgess; 16 квітня 1911 — 30 серпня 1963) — британський дипломат і совєцький подвійний агент, член шпигунської групи «Кембриджська п'ятірка», яка діяла від середини 1930-х років до початку холодної війни. Його втеча у 1951 році до СССР разом з його товаришем-шпигуном Дональдом Макліном призвела до серйозного порушення співпраці між англійською та американською розвідками та спричинила тривалі розлади й деморалізацію в дипломатичних службах Великої Британії.
Народившись у родині вищого середнього класу, Берджесс здобув освіту в Ітонському коледжі, Королівському військово-морському коледжі у Дартмуті та Трініті-коледжі в Кембриджі. Він прийняв ліву політику в Кембриджі та приєднався до Британської комуністичної партії. Берджесс був завербований радянською розвідкою у 1935 за рекомендацією майбутнього подвійного агента Гарольда «Кіма» Філбі. Покинувши Кембридж, Берджесс працював на BBC продюсером, ненадовго перервавшись на короткий період служби штатним офіцером розвідки MI6. Згодом він долучився до МЗС у 1944.
У Міністерстві закордонних справ Берджесс виконував функції конфіденційного секретаря Гектора Макніла, заступника міністра закордонних справ Ернеста Бевіна. Ця посада дала Берджессу доступ до секретної інформації про всі аспекти зовнішньої політики Великобританії у критичний період після 1945 р. За оцінками, він передав тисячі документів своїм совєцьким кураторам. У 1950 його призначили другим секретарем британського посольства у Вашингтоні, звідки він був відправлений додому після неодноразової поганої поведінки. Хоча на цьому етапі він не був підозрюваним, Берджесс, тим не менш, супроводжував свого колегу-шпигуна Дональда Макліна, коли останній, перед тим, як його розкрили, втік до Москви у травні 1951.
Місцезнаходження Берджесса було невідоме на Заході до 1956 року, коли він з'явився з Макліном на короткій пресконференції в Москві, стверджуючи, що його мотивом було поліпшення совєцько-західних відносин. Він ніколи не покидав СССР; його часто відвідували друзі та журналісти з Британії, більшість із яких розповідали про самотнє та порожнє існування. Він не розкаявся до кінця свого життя, відкидаючи думку про те, що його попередні дії були зрадою. Він був матеріально забезпечений, але через ведення шкідливого способу життя підірвав своє здоров'я й помер у 1963 році. Експертам важко оцінити масштаби шкоди, завданої шпигунською діяльністю Берджесса, але вони вважають, що зрив англо-американських відносин, викликаний його втечею, був, можливо, більш цінним для совєтської диктатури, ніж будь-яка розвідувальна інформація, яку він надав. Життя Берджесса часто ставало основою для художніх творів, драматургії та кіно. Зокрема в п'єсі Джуліана Мітчелла «Інша країна» 1981 року та її екранізації 1984 року.
Берджесс був відповідальний за розкриття СССР існування Департаменту інформаційних досліджень (IRD), секретного крила Міністерства закордонних справ, яке займалося холодною війною та проколоніальною пропагандою, у якому Берджесс встиг недовго попрацювати до свого звільнення через пиятики.

## Особисте життя
Був геєм, мав численних коханців.